# Devil’s Radio
«Devil’s Radio» — песня, написанная Джорджем Харрисоном и впервые выпущенная на альбоме Харрисона Cloud Nine 1987 года. Коммерчески она была выпущена как промо-сингл, а не как сингл, достигнув 4-го места в чарте Billboard Album Rock Tracks.

## История
Однажды Джордж отвозил сына Дхани в школу, и ему бросились в глаза крупно написанные слова плаката, висевшего на доске объявлений церкви: «Сплетни — дьявольское радио! Не будьте его вещателем!». Тема песни — атака на сплетни, мелочи и циничное радио, которое распространяет неточности и ложь. В песне используются такие метафоры, как «стервятники», «сорняки», «загрязнение окружающей среды» и «промышленные отходы», чтобы подчеркнуть суть воздействия сплетен. Эта тема была личной для Харрисона, поскольку он чувствовал себя жертвой сплетен и внимания средств массовой информации, которое он получал как бывший Битл, что препятствовало его стремлению жить нормальной жизнью. Этот момент подчеркивается строками «Вы удивляетесь, почему я нигде не бываю / Я удивляюсь, как вы не понимаете».
Песня начинается с многократного повторения слова «сплетни» (англ. gossip), прежде чем перейти к куплетам, описывающим зло сплетен. Чип Мэдинджер и Марк Истер написали, что музыка была вдохновлена Eurythmics, что делает её одной из немногих песен, в которых Харрисон испытал влияние современных музыкальных тенденций. Биограф Харрисона Саймон Ленг назвал музыку песни самой агрессивной со времен «Wah-Wah» в 1970 году и охарактеризовал стиль музыки как рокабилли. Ленг сравнил вступление с песнями Чака Берри и особенно похвалил вокал Харрисона и контрапункт, поставленный Эриком Клэптоном, который играл на гитаре вместе с Харрисоном. Другими музыкантами, которые исполнили песню, были Элтон Джон на фортепиано, Джефф Линн на бас-гитаре и клавишных, Ринго Старр на ударных и Рэй Купер на перкуссии.

## Выпуск и приём
Иэн Инглис описал песню как «зажигательную дозу современного рок-н-ролла в его наиболее убедительном проявлении» и увидел в ней источник вдохновения для некоторых песен с альбомов Тома Петти Full Moon Fever и Into the Great Wide Open, которые, как и «Devil’s Radio», были спродюсированы Джеффом Линном. Мэт Сноу похвалил продюсерскую работу Линна за то, что она продемонстрировала «ироничный, любящий юмор Джорджа», хотя голос Харрисона часто с трудом справляется с такими быстрыми песнями, как эта.
Критик Allmusic Стивен Томас Эрлевайн назвал песню одним из «лучших моментов» на Cloud Nine. Чип Мэдинджер и Марк Истер отреагировали аналогичным образом. Биограф Харрисона Эллиот Хантли назвал песню одной из «самых мгновенно доступных треков Cloud Nine» и выразил удивление тем, что она не была выпущен в качестве коммерческого сингла, заявив, что пианино в стиле хонки-тонк и бэк-вокал в стиле Битлз сделали её естественным рок-радио-треком, ориентированным на альбом. Обозреватель Copley News Дивина Инфузино описала песню как «едкий комментарий». Критик Santa Cruz Sentinel Пол Вагнер назвал песню «одной из лучших двухгитарных рок-композиций, когда-либо записанных».
Концертная версия «Devil’s Radio» была включена в концертный альбом Харрисона Live in Japan в 1992 году. Эта версия была записана во время японского турне Харрисона с Клэптоном в 1991 году.

## Участники записи
- Джордж Харрисон — вокал, гитара
- Джефф Линн — бас-гитара, бэк-вокал, клавишные
- Элтон Джон — фортепиано
- Ринго Старр — ударные
- Эрик Клэптон — гитара
- Рэй Купер — перкуссия